# Essequibo (colonie)

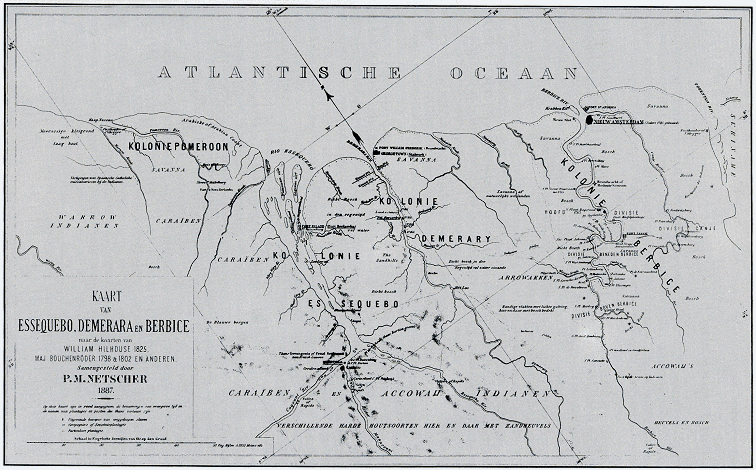
Carte des colonies néerlandaises de la Côte Sauvage (Amérique du Sud)
autour de 1800 : Pomeroon, Essequibo, Démérara et Berbice.

Essequibo est une ancienne colonie néerlandaise juchée sur les rives du fleuve Essequibo, aujourd'hui au Guyana. Fondée en 1615 par des juifs zélandais, la colonie était protégée par le Fort Kijkoveral (en). 
La colonie fut prise par les Britanniques durant les guerres napoléoniennes et dès 1814, les Néerlandais leur cédaient officiellement la place ainsi que celles de Berbice et de Démérara qui, en 1831, formèrent la Guyane britannique. 
C'est l'une des nombreuses colonies de la Côte Sauvage, située entre les deltas de l'Orénoque et de l'Amazone, un vaste plateau aujourd'hui découpé entre la Guyane française, le Suriname et la Guyana.

## Histoire
Les Néerlandais tentèrent de s'établir pour une première fois le long de l'Essequibo au début des années 1590 (Fort Ter Hooge ou Fort Ter Hoogen), mais cette première colonie fut détruite par les Amérindiens et les Espagnols en 1596. Les marchands néerlandais (surtout zélandais) continuèrent cependant à fréquenter la région assidûment et il semble que quelques facteurs furent postés le long des cours d'eau pour assurer la fluidité des échanges avec les Amérindiens. Déjà, la colonie anglaise de l'Oiapoque fondée en 1604 devait compter sur les vaisseaux hollandais et zélandais pour son ravitaillement. Une nouvelle tentative de colonisation aux abords du fleuve Corentyne de la part de marchands zélandais fit long feu alors qu'un raid espagnol depuis l'île de Trinité se termina par l'incendie général du fortin et de ses occupants. Trois autres tentatives coloniales néerlandaises furent tentées en 1615 à Cayenne, sur l'Oiapoque et sur l'Amazone.
Menés par le capitaine Groenewegen, un nouveau groupe de colons embarqués à Flessingue pénétrèrent l'estuaire de l'Essequibo l'année suivante. Le gouverneur lia rapidement d'excellentes relations avec les Amérindiens et maria par ailleurs sa fille avec un des chefs locaux. Cette expédition était financée par William Courteen associé à Jan de Moor et les plants de tabac furent ensuite utilisés sur d'autres plantations de William Courteen, dont en 1626 lors de la première colonisation de la Barbade.
Groenewegen a ainsi retrouvé un vieux fort (probablement l'ancien Fort Ter Hooge) qu'il rebaptisa Fort Kijkoveral (qui signifie « voir partout ») et le rénova de 1616 à 1621, année où la Compagnie néerlandaise des Indes occidentales en prit possession. Le fort devint en 1638 le siège de la chambre zélandaise de la compagnie qui avait charge de la colonie qui fut rebaptisée Nova Zeelandia. Il est à remarquer que les colonies de l'Essequibo et de Berbice avaient été cédées à la chambre zélandaise de la compagnie comme patroonat et que ces deux établissements ne furent pas soumis directement à la Compagnie comme les autres colonies et ce jusqu'au XIXe siècle. 
La bataille de la baie de Matanzas, gagnée en 1628 permit ensuite l'expansion coloniale néerlandaise au Brésil et les débuts de la Nouvelle-Hollande, en 1630. En 1658 le cartographe Cornelis Goliath (nl) créa une carte de la colonie et dessina les plans d'une ville nommée Nieuw Middelburg.

### Gouverneur d'Essequibo
- Adrian Groenewegen (1616–1626)
- Jacob Conijn (1626–1627)
- Jan van der Goes (1627–1638)
- Cornelis Pieterszoon Hose (1638–1641)
- Andriaen van der Woestijne (1641–1644)
- Andriaen Janszoon (1644-16..)
- Aert Adriaenszoon Groenewegel (1657–1664)
- John Scott (1665–1666)
- Crynssen (1666)
- Adriaen Groenewegel (1666)
- Baerland (1667–1670)
- Hendrik Bol (1670–1676)
- Jacob Hars (1676–1678)
- Abraham Beekman (1678–1690)
- Samuel Beekman (2 November 1690 - 10 December 1707)
- Peter van der Heyden Resen (10 December 1707 - 24 July 1719)
- Laurens de Heere (24 July 1719 - 12 October 1729)
- Hermanus Gelskerke (d. 1742) (12 October 1729 - April 1742)
- Laurens Storm van 's Gravesande (d. 1775) (April 1742 - 1752 ; active until 1773)
- Robert Nicholson (27 February 1781 - 1782)
- Abraham Jacob van Imbijze van Batenburg (22 April 1796 - 27 March 1802)

### Commandeurs d'Essequibo
- Albert Siraut des Touches (1784)
- Johannes Cornelis Bert (1784–1787)
- Albertus Backer (1st time) (1787–1789)
- Gustaaf Eduard Meijerhelm (1789–1791)
- Matthijs Thierens (1791–1793)
- Albertus Backer (2nd time) (1793 - 22 April 1796)
- George Hendrik Trotz (27 March 1802 - September 1803)

### Directeurs-généraux
- Laurens Storm van 's Gravesande (1752 - 2 November 1772)
- George Hendrik Trotz (2 November 1772 - 1781)